# コメバツガザクラ
コメバツガザクラ（米葉栂桜、学名：Arcterica nana ）はツツジ科コメバツガザクラ属の常緑小低木。別名、ハマザクラ。高山植物。
同科のツガザクラなどはツガザクラ属に、チシマツガザクラはチシマツガザクラ属に属する。

## 特徴
茎は地上を這い、上部が直立して高さは5-15cmになる。葉は短い柄をもって茎に3枚輪生し、革質で形は楕円形になり、長さ5-10mm、幅3-5mmになる。縁はすこし裏面にまくれ、葉裏はやや黄緑色を帯びる。
花期は6-7月。枝の先端に花序をだして3個の花をつけるが、ときに3本の総状花序をつけ、3個ずつ花をつける。花冠は白色で、長さ4-5mmになるつぼ形になり、先端は浅く5裂する。雄蕊は10本ある。果実は径3.5mmの蒴果となる。

## 分布と生育環境
日本では、北海道、本州中部以北に分布し、高山の砂礫地、岩礫地に生育する。国外では、千島、カムチャツカにも分布する。

## ギャラリー
- 花序
- 果実